# Kiendrika Dzumerka
Kiendrika Dzumerka (gr. Δήμος Κεντρικών Τζουμέρκων, Dimos Kiendrikon Dzumerkon) – gmina w Grecji, w administracji zdecentralizowanej Epir-Macedonia Zachodnia, w regionie Epir, w jednostce regionalnej Arta. W 2011 roku liczyła 6178 mieszkańców. Powstała 1 stycznia 2011 roku w wyniku połączenia dotychczasowych gmin Atamania i Agnanda oraz wspólnot Teodoriana i Melisurgi. Siedzibą gminy jest Wulgareli.